# Newton Cavalcanti (militar)
Newton de Andrade Cavalcanti (Palmeira dos Índios, 23 de outubro de 1885 — 25 de novembro de 1965) foi um militar e político brasileiro.

## Biografia
Filho de Francisco Balbino Cavalcanti e de Rosa de Andrade. Casou-se em 13 de novembro de 1913, no Rio de Janeiro com Maria Eugenia Lagden (1888), filha de Henrique Tavares Lagden e de Maria Adelaide Guimarães.
Militar de carreira, tornou-se praça a 10 de abril de 1902; passou a aspirante em 2 de junho de 1909. Em 12 de abril de 1911 foi promovido a 2º tenente. Em 8 de fevereiro de 1918 foi promovido a 1º tenente. Foi promovido ao posto de capitão, efetivado em 2 de maio de 1922. Promovido, por merecimento, a major, em 29 de novembro de 1928. Estando neste posto, integrou a Missão Indígena e participou ativamente da Revolução de 1930, chefiando um destacamento de paulistas. Com a vitória de Getúlio Vargas, passou a dirigir o Centro de Educação Física do Exército Brasileiro. Foi promovido a tenente-coronel em 13 de outubro de 1931. Chegou ao posto de coronel, por merecimento, em 10 de fevereiro de 1933. No mesmo ano, foi nomeado comandante da 9ª Região Militar, sediada em Mato Grosso.
Foi também chefe da Casa Militar da Presidência da República de 17 de maio a 20 de julho de 1935, e passou a responder pelo comando do 2º Regimento de Infantaria, na cidade do Rio de Janeiro. De agosto a setembro daquele ano, foi nomeado por Getúlio Vargas interventor federal no Mato Grosso, com a função de instalar a Assembleia Constituinte estadual que iria eleger o governador do estado.
Logo depois, em novembro, foi novamente indicado para uma interventoria, agora no estado do Rio de Janeiro, encarregado de presidir as eleições locais e garantir a posse do candidato eleito, Protógenes Pereira Guimarães, ao que ocupou o governo fluminense entre 7 de novembro a 12 de novembro.
Em 28 de novembro de 1935, foi promovido ao posto de general de brigada e posteriormente a general de divisão e general de exército.
Com simpatias pelo Integralismo, exerceu diversos cargos de comando no Exército, entre eles o de comandante da Vila Militar do Distrito Federal, em 1937, e comandante da 5ª Região Militar (Curitiba), em 1942. Teve participação decisiva na deposição de Getúlio Vargas em 1945.
Comandou a Zona Militar Sul, em Porto Alegre, entre 2 de janeiro de 1945 e 3 de abril de 1946.
Chegou a ministro interino da Guerra no governo de Eurico Gaspar Dutra, no ano de 1949. Um ano mais tarde, foi novamente nomeado chefe do Gabinete Militar da Presidência da República, mantendo-se no cargo de 4 de abril de 1950 a 30 de janeiro de 1951.
Voltou a comandar a Zona Militar Sul, no período de 14 de maio a 22 de outubro de 1951.
Morreu em 25 de novembro de 1965.